# 普法芬施泰因山 (上施瓦布山脈)

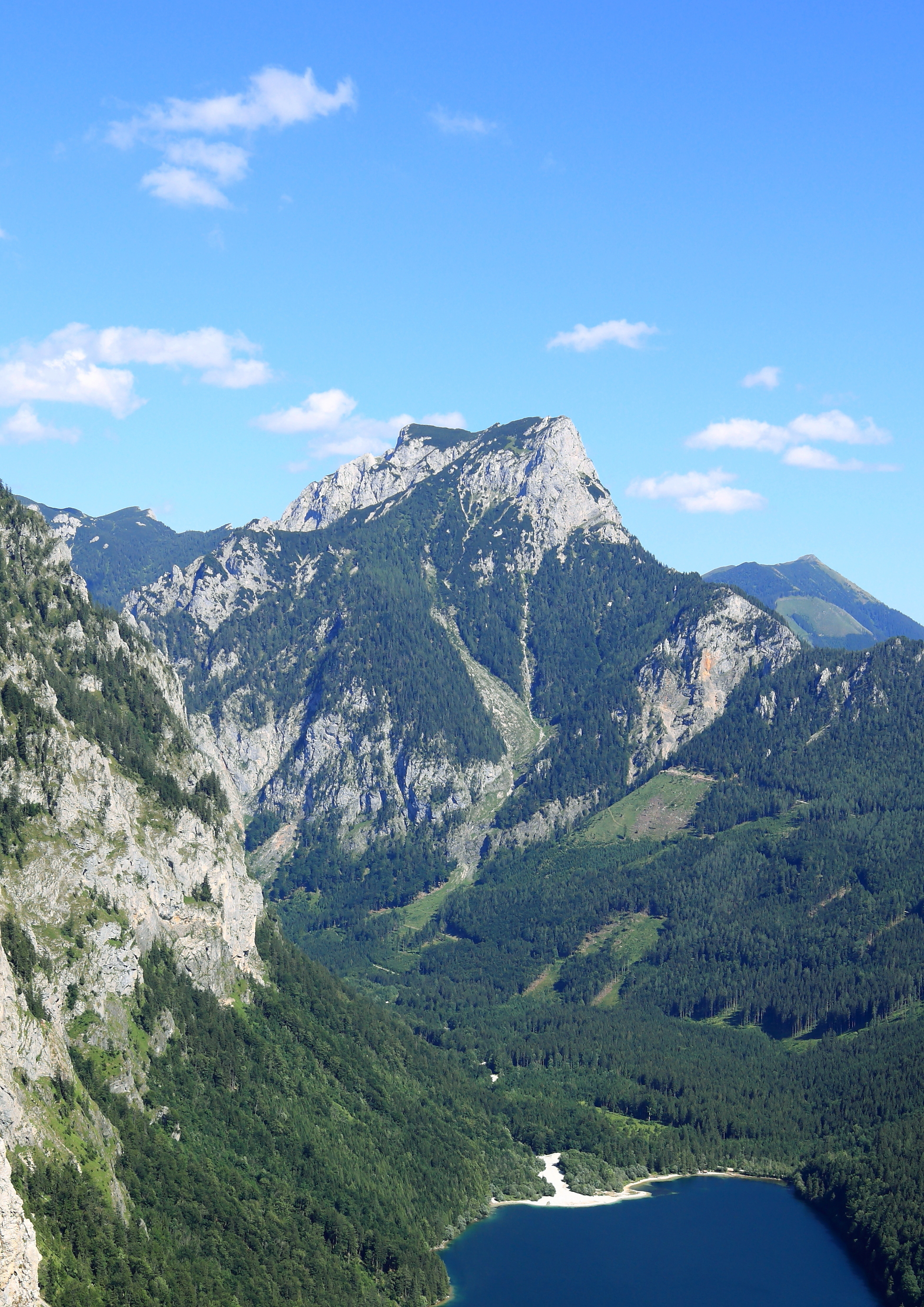

47°33′41″N 14°54′52″E / 47.56139°N 14.91444°E
普法芬施泰因山（德語：Pfaffenstein），是奧地利的山峰，位於該國中部，由施泰爾馬克州負責管轄，屬於上施瓦布山脈的一部分，海拔高度1,871米。